# H. Michaëlkerk (Schalkwijk)
De H.Michaëlkerk is een rooms-katholieke parochiekerk in het Nederlandse dorp Schalkwijk (gemeente Houten) aan de Jonkheer Ramweg 18. De kerk is gewijd aan de Aartsengel Michaël. Het gebouw en de geloofsgemeenschap maken samen met acht omliggende kerken deel uit van de Parochie Paus Johannes XXIII.

## Geschiedenis
De H.Michaëlkerk dateert van 1879 en is een neogotische kruisbasiliek. De voornaamste architect is Alfred Tepe. Het interieur is van de hand van Friedrich Wilhelm Mengelberg. De kerk heeft een hoge westtoren.
Het orgel van deze kerk is een eenklaviersorgel gemaakt door Johann Heinrich Hartmann Bätz in 1758 en heeft ook nog in drie andere kerken dienstgedaan, waaronder de Hervormde Kerk van Oosterhout en de Monicakerk te Utrecht. Het 19e-eeuwse hoogaltaar is afkomstig van het atelier van Friedrich Wilhelm Mengelberg. Een centrale plaats in het retabel is gereserveerd voor het tabernakel. De deuren van het tabernakel werden in 1941 door de Friese schilder Jacob Ydema versierd met een afbeelding van twee engelen.

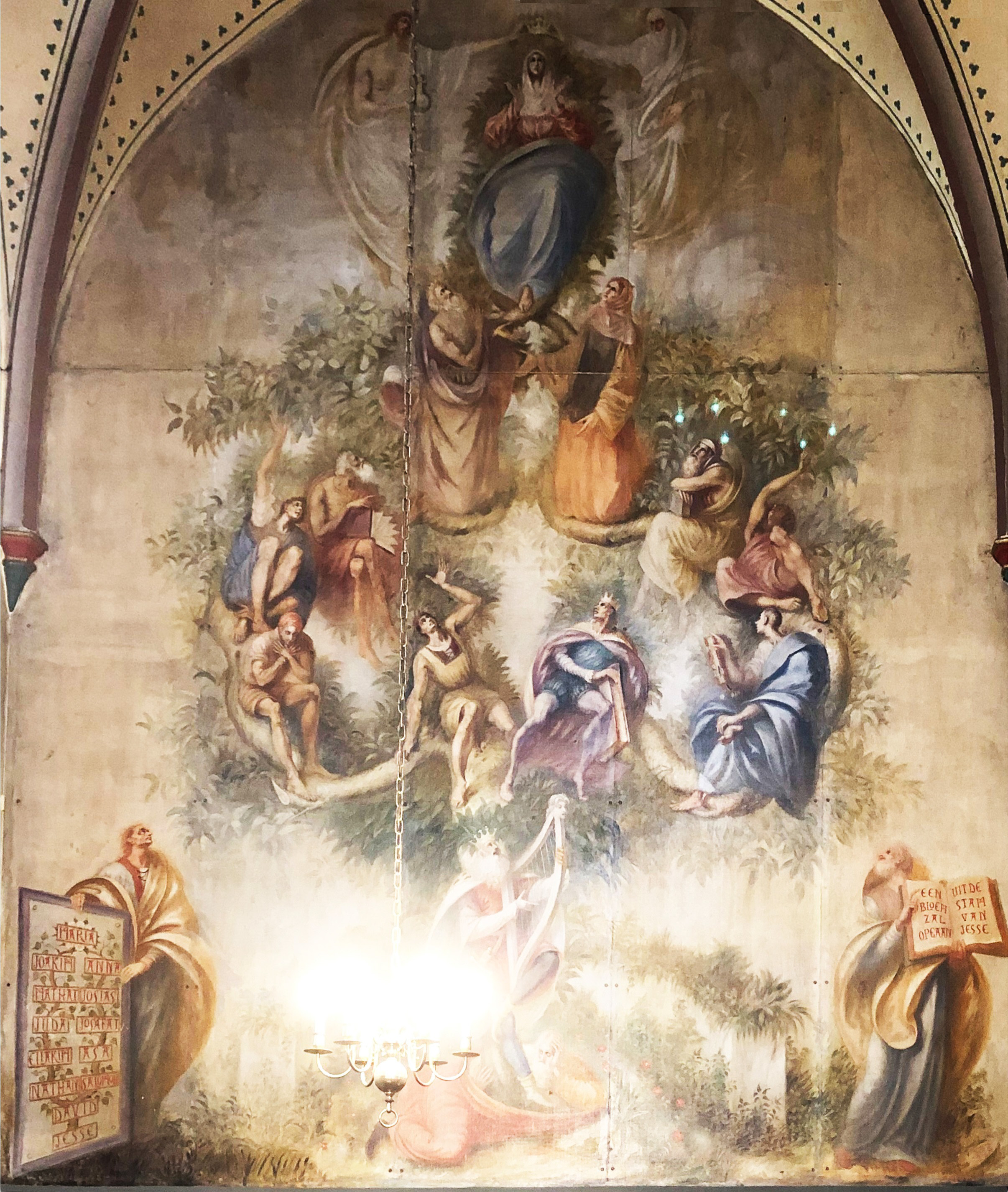
Jacob Ydema, De boom van Jesse, H. Michaëlkerk, Schalkwijk 1941-1942

De Mariakapel wordt beheerst door een grote muurschildering, eveneens van de hand van Jacob Ydema en aangebracht in 1941-1942. Het hoofdthema van de muurschildering is de Boom van Jesse. Dit is de stamboom van Jesus, zoals omschreven door de evangelisten Matteüs en Lucas. De stamboom is in de Christelijke theologie belangrijk vanwege een voorspelling toegeschreven aan de profeet Jesaja (werkend tussen 750 en 700 v. Chr.): “een bloem zal opgaan uit de stam van Jesse” (Jesaja 11.1). De stamboom begint derhalve bij Jesse, de vader van de legendarische koning David, afgebeeld aan de voet van de stam met boven hem koning David (met de harp). Het vers van Jesaja is rechtsonder afgebeeld op een boek dat de profeet ophoudt. In een brief van de apostel Paulus wordt het vers gezien als een voorspelling van de komst van Jesus, acht eeuwen later. De voorstelling is toepasselijk voor een Mariakapel, want met de bloem zou Maria bedoeld zijn, de moeder van Jesus. Het tweede thema is de kroning van Maria tot koningin van de hemel. Zij wordt gekroond door God zelf, weergegeven als Drie-eenheid: God de Vader rechts, Jesus links, en boven haar hoofd de Heilige Geest als duif. De voorstelling is geschilderd in olieverf op Celotex platen;waarschijnlijk was de stenen ondergrond niet geschikt om op te schilderen. Eenzelfde oplossing is te vinden in de H. Michaëlkerk in Woudsend waar Ydema muurschilderingen aanbracht op de wand achter het altaar; die wand was van hout waarop niet geschilderd kon worden.

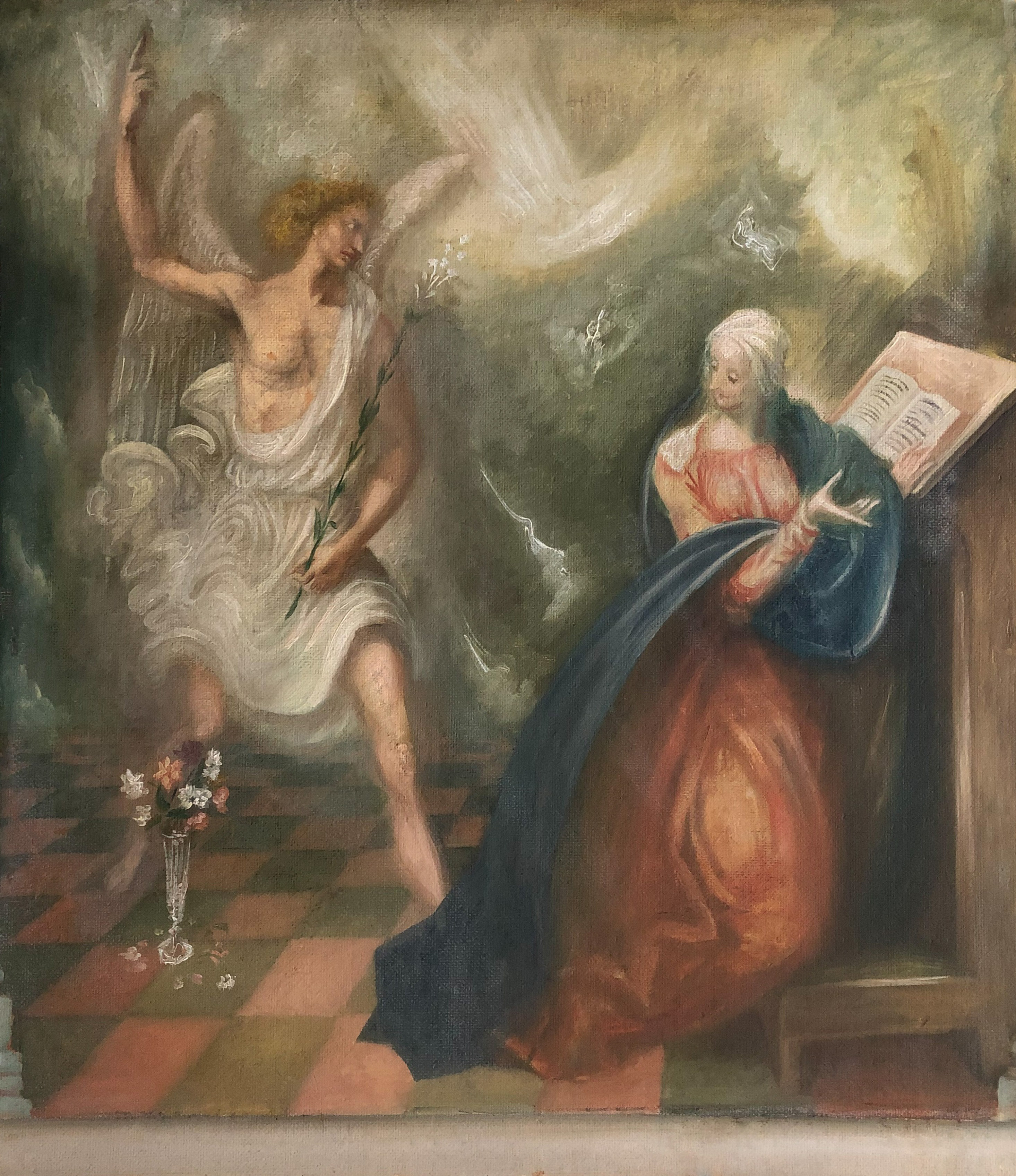
Jacob Ydema, Annunciatie, oorspronkelijk H. Michaëlkerk, Schalkwijk 1941-1942

In de Mariakapel bevonden zich verder nog voorstellingen uit het leven van Maria, geschilderd op board, die zijn verwijderd toen de wand tussen de kapel en de kerk waarop deze bevestigd waren werd doorgebroken. Twee ervan, een voorstelling van de Annunciatie en van Maria die haar nicht Elisabeth ontmoet, bevinden zich in particuliere collecties.
Ydema wordt beschouwd als een van de belangrijkste vertegenwoordigers van de zgn. Barokke expressionistische school uit de 20ste eeuw. De muurschildering in Schalkwijk toont inderdaad veel “barokke” elementen, ofschoon in strikte zin de schilder meer is beïnvloed door schilders uit de tijd van het Manierisme dan uit de tijd van de Barok.

## Trivia
Op de plaats van H.Michaëlkerk heeft ooit al eerder een kerk onder dezelfde naam gestaan. In 1769 werd begonnen deze te bouwen, maar in 1819 moesten er al behoorlijke reparaties plaatsvinden aan deze kerk. In 1835 werd besloten tot herbouw en bleef enkel de koepeltoren van architect Adrianus Tollus behouden.